# Indonesian Basketball League
La Indonesian Basketball League, è la massima divisione professionistica di pallacanestro in Indonesia. Il torneo, organizzato dalla Federazione cestistica dell'Indonesia, è posto sotto l'egida della FIBA Asia. La competizione si tiene con cadenza annuale, la regular season inizia tra dicembre e gennaio, mentre il campionato si chiude tipicamente tra luglio ed agosto; un totale di 14 squadre provenienti da tutta la nazione prendono parte alla competizione. Tra il 2010 ed il 2015, la lega era conosciuta con il nome di National Basketball League (NBL), ed era organizzata dalla DBL Indonesia. Dal 2016 la competizione ha ripreso il suo nome originale ed è tornato ad essere gestito dalla PERBASI.

## Storia

### KOBATAMA
Il basket ha una lunga storia in Indonesia. Lo sport viene praticato nelle isole della nazione fin dagli anni '30, quando il paese era ancora posto sotto il dominio dell'Impero coloniale olandese ed era conosciuto con il nome di Indie orientali olandesi.
Nel 1948, quando venne svolta la prima edizione della National Sports Week a Surakarta, un evento multisportivo che si tiene ogni quattro anni in Indonesia, il basket rientrava nelle discipline in competizione e fu accolto piuttosto vivacemente sia in termini di partecipanti che di spettatori. Tre anni dopo, il 23 ottobre 1951, nacque la Federazione cestistica dell'Indonesia, conosciuta comunemente come PERBASI.
In seguito ai risultati dell'VIII Congresso della PERBASI del 1981, venne finalmente deciso di organizzare una competizione nazionale tra tutti i club di basket indonesiani. Il 3 aprile 1982 è una data storica per il mondo del basket indonesiano. Quel giorno, la partita tra il Rajawali Jakarta ed il Sinar Surya Yogyakarta Spirit segnò l'inizio del primo campionato nazionale di basket, che aveva il nome di Kompetisi Bola Basket Utama oppure KOBATAMA. La competizione si è svolta fino alla stagione 2002, quando il campionato ha smesso di operare.

### IBL (2003-2010)
La stagione sportiva 2003-2004, ha visto lo svolgimento dell'edizione inaugurale della competizione professionistica della Indonesian Basketball League (IBL), sotto l'egida della PERBASI; 12 squadre hanno partecipato alla stagione inaugurale dell'IBL da 6 città dell'Indonesia: Bandung, Bogor, Giacarta, Salatiga, Surabaya e Yogyakarta.  Il Stapac Jakarta si aggiudicò la stagione inaugurale diventato la prima squadra ad aggiudicarsi il titolo della lega.
Nella stagione 2004-2005,il Satria Muda Pertamina emerse come una nuova forza sbarazzandosi in finale del Stapac Jakarta. Il Stapac si prese la vendetta nella stagione successiva vincendo il titolo di campione nell'annata 2005-2006. Gli anni successivi (2006-2009) videro sempre il Satria Muda Pertamina aggiudicarsi il titolo.
Oltre al campionato, l'IBL organizzava anche una coppa, la IBL Cup, che si svolgeva tipicamente all'inizio o alla fine della stagione.
Sfortunatamente, lo sviluppo di IBL non è andato come era stato previsto dall'organizzazione. Dopo aver cambiato ripetutamente promotori e sponsor, la lega minacciò di sciogliersi alla fine del 2009.

### NBL (2010-2015)
Tutti i rappresentanti dei club che partecipavano alla IBL, decisero di chiedere aiuto alla Development Basketball League Indonesia, anche conosciuta come DBL Indonesia, di gestire e far funzionare il campionato. La DBL Indonesia era considerata una organizzazione di successo grazie all'efficiente gestione della Development Basketball League (DBL), la più grande lega studentesca di basket in Indonesia, che nel 2010 si era estesa a 21 città indonesiane, ed era seguita da circa 25.000 giocatori e funzionari.
Per ripristinare il prestigio del massimo campionato professionistico nazionale, il rebranding era inevitabile. A partire dal 2010 fino al 2015, l'IBL, sotto la gestione della DBL Indonesia, ha cambiato nome in Indonesian National Basketball League (NBL). Sono state apportate numerose modifiche, cercando di aumentare nuovamente il numero di partite, avvicinando il campionato ai suoi tifosi, e cercando di attrare sponsor migliori.

### IBL Reborn (2015-)
Nel 2015 la PERBASI ha scelto l'azienda Starting5 come operatore del campionato. Soprannominata "IBL Reborn", il nome della lega è stato cambiato di nuovo in Indonesian Basketball League (IBL) da NBL. L'IBL dopo la prima stagione inaugurale ,iniziò quindi a guadagnare slancio e ottenne supporto a livello nazionale anno dopo anno.
Nel 2017, la lega ha consentito ai club di ingaggiare giocatori stranieri, dovendo però rispettare un limite stabilito dal tetto salariale di cui è dotato la lega, e dei regolamenti sui limiti di altezza massima.

## Regole e formato

### Formato Competizione
Dal ritorno della IBL nel 2015 fino alla stagione 2023, le squadre che prendevano parte alla competizione, venivano divise in due gruppi: il Gruppo Bianco e il Gruppo Rosso.
Al termine degli incontri della prima fase, le prime tre squadre di ogni girone accedevano ai playoff; le due squadre vincitrici dei gironi accedevano direttamente alle semifinali, mentre le squadre che si classificavano al secondo e terzo posto accedevano al turno preliminare dei play-off. Tutte le serie dei playoff si svolgevano al meglio delle tre partite.
Poco prima dell'inizio della stagione 2024, l'IBL ha apportato numerose modifiche alle regole del campionato, inclusa l'introduzione di alcune nuove. La mossa aveva lo scopo di aumentare la competitività complessiva del campionato mantenendo l'equilibrio e la concorrenza leale tra le squadre.
Nella stagione regolare, le squadre non sono più divise in due divisioni ma si affrontano in una regolar season generale, con le squadre che si affrontano per due volte, una nello stadio di casa di ciascuna squadra. Nei playoff, le squadre si affrontavano al meglio delle tre partite in casa e fuori, con la squadra meglio piazzata in classifica che ottiene il vantaggio di giocare in casa l'eventuale bella. Il formato è stato introdotto per creare un ulteriore flusso di entrate per i club, poiché le entrate derivanti dalle partite casalinghe entreranno direttamente nelle casse dei club.

### Draft
Dalla stagione 2017, la stessa in cui venne per la prima volta permesso ai club di ingaggiare giocatori stranieri, la IBL introdusse due Draft, uno dedicato alla selezione dei giocatori stranieri, l'altro per la scelta di giovani giocatori indonesiani. Prima della selezione dei giocatori veniva effettuata una lotteria per determinare l'ordine di selezione; le squadre che nella precedente stagione avevano avuto i risultati sportivi peggiori avevano maggiori possibilità di ottenere la prima scelta nel Draft. 
Le squadre potevano scegliere i giocatori che si rendevano eleggibili per la selezione, sia per quanto riguardava i giocatori locali che per quelli stranieri; il Draft era composto da due turni di chiamata ed ogni squadra aveva una scelta per turno.
Nel 2023 si è svolto per l'ultima volta perché a partire dalla stagione 2024, l'IBL ha deciso che il Draft IBL non si sarebbe più svolto. In sostituzione, i club possono ora reclutare liberamente esordienti e giocatori stranieri senza draft.

### Giocatori stranieri
L'IBL ha consentito ai club di registrare fino a tre giocatori stranieri per la stagione 2024 invece dei soli due giocatori . Tuttavia, l'IBL ha introdotto dei limiti di altezza per i giocatori stranieri. Due di essi devono avere un'altezza inferiore a 2 metri, mentre l'altro può superare il limite di altezza. I club ora possono giocare far due giocatori stranieri contemporaneamente in campo senza limiti di minuti giocati . L'IBL permette ai club di cambiare liberamente i propri giocatori stranieri anche nel bel mezzo della stagione regolare. Tuttavia, i club ora non potranno più cambiare i propri giocatori stranieri nelle ultime tre settimane della stagione regolare prima dei playoff.

### Giocatori naturalizzati
L'IBL ora riconosce che i giocatori naturalizzati e quelli che possiedono la cittadinanza indonesiana, perché figli di cittadini indonesiani ma nati all'estero, sono considerati giocatori locali, quindi non contano più come giocatori stranieri. Tuttavia, ai club non è consentito naturalizzare giocatori stranieri, poiché era una prerogativa della PERBASI.

### Rookie
Come per i giocatori stranieri, i club ora possono reclutare liberamente giocatori esordienti senza draft, ma con alcune limitazioni. Innanzitutto, possono registrare fino ad un massimo cinque giocatori esordienti. In secondo luogo, possono reclutare solo giocatori esordienti locali, giocatori provenienti dalla regione dei club . In terzo luogo, i club possono iscrivere solo giocatori esordienti di età pari o superiore a 19 anni e, se vogliono iscrivere giocatori sotto i 19 anni, devono provenire dal programma di sviluppo del club, cioè da un'accademia interna o da club o accademie locali affiliate .

### Tetto salariale
Per mantenere l'equilibrio competitivo tra i club, l'IBL ha implementato la regola del tetto salariale. Il tetto salariale per la stagione 2024 è di 10 miliardi di Rupia indonesiana.

## Squadre Partecipanti

### Squadre attuali
Un totale di 14 squadre prende parte all'edizione 2025 della competizione 
| Club                  | Città      | Arena di gioco                                   | Ingresso nella IBL | Capo Allenatore         |
| --------------------- | ---------- | ------------------------------------------------ | ------------------ | ----------------------- |
| Satria Muda Pertamina | Jakarta    | The BritAma Arena Hall A Senayan Pertamina Arena | 2016               | Manuel Pena Garces      |
| Pelita Jaya           | Jakarta    | Tennis Indoor Senayan                            | 2016               | Rob Beveridge           |
| Pacific Caesar        | Surabaya   | GOR Pacific Caesar                               | 2016               | John Todd Purves        |
| Prawira Bandung       | Bandung    | C-Tra Arena                                      | 2016               | David Singleton         |
| Amartha Hangtuah      | Jakarta    | GOR Universitas Negeri Jakarta                   | 2016               | Andika Supriadi Saputra |
| Bima Perkasa Jogja    | Yogyakarta | GOR Pancasila UGM Among Rogo Sports Hall         | 2016               | Predrag Lukic           |
| Satya Wacana Saints   | Semarang   | GOR Sahabat Knights Stadium                      | 2016               | Jerry Lolowang          |
| Dewa United Banten    | Tangerang  | Dewa United Arena                                | 2020               | Pablo Favarel           |
| Bali United           | Denpasar   | GOR Purna Krida GOR Merpati                      | 2021               | Anthony Garbelotto      |
| Kesatria Bengawan     | Solo       | Sritex Arena                                     | 2021               | Efri Meldi              |
| Borneo Hornbills      | Bogor      | GOR Laga Tangkas                                 | 2022               | Ismael Tan              |
| RANS Simba Bogor      | Bogor      | Gymnasium Sekolah Vokasi IPB                     | 2022               | Wahyu Widayat Jati      |
| Tangerang Hawks       | Tangerang  | Indomilk Arena Basketball                        | 2022               | Antonius Joko Endratmo  |
| Rajawali Medan        | Medan      | GOR Universitas Medan                            | 2022               | Raoul Miguel Hadinoto   |

### Ex Squadre
| Squadra            | Anni | Anni |
| Squadra            | Da   | Al   |
| ------------------ | ---- | ---- |
| Louvre Surabaya    | 2019 | 2021 |
| Stapac Jakarta     | 2003 | 2020 |
| CLS Knights        | 2003 | 2018 |
| Stadium Jakarta    | 2003 | 2017 |
| NSH Mountain Gold  | 2015 | 2023 |
| Indonesia Patriots | 2020 | 2023 |
| Bogor Siliwangi    | 2019 | 2019 |

## Albo d'Oro

### Indonesian Basketball League (2003-2010)
| Stagione | Campione              | Secondo Posto         |
| -------- | --------------------- | --------------------- |
| 2003     | Stapac Jakarta        | Satria Muda Pertamina |
| 2004     | Satria Muda Pertamina | Stapac Jakarta        |
| 2005     | Stapac Jakarta        | Satria Muda Pertamina |
| 2006     | Satria Muda Pertamina | Stapac Jakarta        |
| 2007     | Satria Muda Pertamina | Stapac Jakarta        |
| 2008     | Satria Muda Pertamina | Prawira Bandung       |
| 2009     | Satria Muda Pertamina | Pelita Jaya           |

### National Basketball League (2010-2015)
| Stagione  | Campione              | Secondo Posto         |
| --------- | --------------------- | --------------------- |
| 2010-2011 | Satria Muda Pertamina | CLS Knights           |
| 2011-2012 | Satria Muda Pertamina | Stapac Jakarta        |
| 2012-2013 | Stapac Jakarta        | Pelita Jaya           |
| 2013-2014 | Stapac Jakarta        | Satria Muda Pertamina |
| 2014-2015 | Satria Muda Pertamina | Pelita Jaya           |

### Indonesian Basketball League (2016-)
| Stagione | Campione                                         | Secondo Posto                                    |
| -------- | ------------------------------------------------ | ------------------------------------------------ |
| 2016     | CLS Knights                                      | Pelita Jaya                                      |
| 2017     | Pelita Jaya                                      | Satria Muda Pertamina                            |
| 2018     | Satria Muda Pertamina                            | Pelita Jaya                                      |
| 2019     | Stapac Jakarta                                   | Satria Muda Pertamina                            |
| 2020     | Non terminata a causa della Pandemia di COVID-19 | Non terminata a causa della Pandemia di COVID-19 |
| 2021     | Satria Muda Pertamina                            | Pelita Jaya                                      |
| 2022     | Satria Muda Pertamina                            | Pelita Jaya                                      |
| 2023     | Prawira Bandung                                  | Pelita Jaya                                      |
| 2024     | Pelita Jaya                                      | Satria Muda Pertamina                            |
| 2025     | Dewa United Banten                               | Pelita Jaya                                      |

## Titoli per squadra
| Team                  | Vittorie | Finali | Totale | Anni vittorie                                                                   | Anni Sconfitte                                                 |
| --------------------- | -------- | ------ | ------ | ------------------------------------------------------------------------------- | -------------------------------------------------------------- |
| Satria Muda Pertamina | 11       | 6      | 16     | 2004, 2006, 2007, 2008, 2009, 2010-2011, 2011-2012, 2014-2015, 2018, 2021, 2022 | 2003, 2005, 2013-2014, 2017, 2019, 2024                        |
| Stapac Jakarta        | 5        | 4      | 9      | 2003, 2005, 2012-2013, 2013-2014, 2019                                          | 2004, 2006, 2007, 2011-2012                                    |
| Pelita Jaya           | 2        | 9      | 11     | 2017, 2024                                                                      | 2009, 2012-2013, 2014-2015, 2016, 2018, 2021, 2022, 2023, 2025 |
| CLS Knights           | 1        | 1      | 2      | 2016                                                                            | 2010-2011                                                      |
| Prawira Bandung       | 1        | 1      | 2      | 2023                                                                            | 2008                                                           |
| Dewa United Banten    | 1        | 0      | 1      | 2025                                                                            | -                                                              |

## Miglior Realizzatore
| Stagione | Lega | Nome                  | Squadra             | PPG  |
| -------- | ---- | --------------------- | ------------------- | ---- |
| 2011     | NBL  | Ary Chandra           | Pelita Jaya         | 14.1 |
| 2012     | NBL  | Yanuar Dwi Priasmoro  | Bima Perkasa Jogja  | 17.3 |
| 2013     | NBL  | Bima Riski Ardiansyah | Bima Perkasa Jogja  | 16.5 |
| 2014     | NBL  | Merio Ferdiansyah     | Stadium Jakarta     | 18.1 |
| 2015     | NBL  | Respati Ragil         | Satya Wacana Saints | 19.5 |
| 2016     | IBL  | Jamarr Johnson        | CLS Knights         | 15.2 |
| 2017     | IBL  | Gary Jacobs Jr.       | NSH Mountain Gold   | 27.5 |
| 2018     | IBL  | Madarious Gibbs       | Satya Wacana Saints | 27.1 |
| 2019     | IBL  | Madarious Gibbs       | Satya Wacana Saints | 29.7 |
| 2020     | IBL  | Dior Lowhorn          | Pelita Jaya         | 28.3 |
| 2021     | IBL  | Jamarr Johnson        | Louvre Surabaya     | 20.2 |
| 2022     | IBL  | Shavar Newkirk        | NSH Mountain Gold   | 21.9 |
| 2023     | IBL  | Brandone Francis      | Prawira Bandung     | 23.9 |
| 2024     | IBL  | Michael Qualls        | Borneo Hornbills    | 27.1 |

## Premi Individuali

### MVP/Premio Sonny Hendrawan
| Stagione | Nome                      | Squadra               |
| -------- | ------------------------- | --------------------- |
| 2011     | I Made Sudiadnyana        | Prawira Bandung       |
| 2012     | Yanuar Dwi Priasmoro      | Bima Perkasa Jogja    |
| 2013     | Pringgo Regowo            | Stapac Jakarta        |
| 2014     | Ponsianus Nyoman Indrawan | Pelita Jaya           |
| 2015     | Adhi Pratama Putra        | Pelita Jaya           |
| 2016     | Jamarr Andre Johnson      | CLS Knights           |
| 2017     | Arki Dikania Wisnu        | Satria Muda Pertamina |
| 2018     | Xaverius Prawiro          | Pelita Jaya           |
| 2019     | Kaleb Ramot Gemilang      | Stapac Jakarta        |
| 2020     | Abraham Damar Grahita     | Indonesia Patriots    |
| 2021     | Jamarr Andre Johnson (2)  | Louvre Surabaya       |
| 2022     | Abraham Damar Grahita (2) | Prawira Bandung       |
| 2023     | Kaleb Ramot Gemilang (2)  | Dewa United Banten    |
| 2024     | Abraham Damar Grahita (3) | Satria Muda Pertamina |
| 2025     | Agassi Goantara           | Pelita Jaya           |

### Matricola dell'Anno
| Stagione | Nome                      | Squadra               | Fonte  |
| -------- | ------------------------- | --------------------- | ------ |
| 2003     | Mario Wuysang             | Stapac Jakarta        | [ 18 ] |
| 2005     | Dimas Dewanto             | Bima Perkasa Jogja    | [ 19 ] |
| 2011     | Valentino Wuwungan        | Satya Wacana Saints   | [ 20 ] |
| 2012     | Arki Dikania Wisnu        | Satria Muda Pertamina | [ 21 ] |
| 2013     | Andakara Prastawa         | Stapac Jakarta        | [ 22 ] |
| 2014     | Ebrahim Enguio Lopez      | Stapac Jakarta        | [ 23 ] |
| 2015     | Kristian Liem             | Stapac Jakarta        | [ 24 ] |
| 2016     | Jamarr Andre Johnson      | CLS Knights           | [ 25 ] |
| 2017     | Juan Laurent              | Satria Muda Pertamina | [ 26 ] |
| 2018     | Abraham Wenas             | Amartha Hangtuah      | [ 27 ] |
| 2019     | Agassi Goantara           | Stapac Jakarta        | [ 28 ] |
| 2020     | Rivaldo Tandra Panghestio | Satria Muda Pertamina | [ 29 ] |
| 2021     | Samuel Devin Susanto      | Bima Perkasa Jogja    | [ 30 ] |
| 2022     | Yudha Saputera            | Prawira Bandung       | [ 31 ] |
| 2023     | Aven Ryan Pratama         | Pacific Caesar        | [ 32 ] |
| 2024     | Radithyo Wibowo           | Dewa United Banten    | [ 33 ] |
| 2025     | Sahid Kasim               | Amartha Hangtuah      | [ 34 ] |

### Allenatore dell'anno
| Stagione | Nome                     | Club                  |
| -------- | ------------------------ | --------------------- |
| 2010     | Rastafari Horongbala     | Pelita Jaya           |
| 2011     | Nathaniel Canson         | Amartha Hangtuah      |
| 2012     | Rastafari Horongbala (2) | Stapac Jakarta        |
| 2013     | Kim Dong-Won             | CLS Knights           |
| 2014     | Occtaviarro Romely       | Bogor Siliwangi       |
| 2015     | Cokorda Raka             | Satria Muda Pertamina |
| 2016     | Efri Meldi               | Satya Wacana Saints   |
| 2017     | Johannis Winar           | Pelita Jaya           |
| 2018     | Wahyu Widayat Jati       | NSH Mountain Gold     |
| 2019     | Wahyu Widayat Jati (2)   | NSH Mountain Gold     |
| 2020     | Antonius Ferry Rinaldo   | NSH Mountain Gold     |
| 2021     | David Singleton          | Bima Perkasa Jogja    |
| 2022     | David Singleton (2)      | Prawira Bandung       |
| 2023     | David Singleton (3)      | Prawira Bandung       |
| 2024     | David Singleton (4)      | Prawira Bandung       |
| 2025     | Tony Garbelotto          | RANS Simba Bogor      |

### Giocatore Straniero dell'anno
| Anno | Giocatore        | Nazionalità     | Squadra             | Nota   |
| ---- | ---------------- | --------------- | ------------------- | ------ |
| 2017 | Gary Jacobs Jr.  | Stati Uniti     | NSH Mountain Gold   | [ 35 ] |
| 2018 | David Seagers    | Stati Uniti     | Pacific Caesar      | [ 36 ] |
| 2019 | Madarious Gibbs  | Stati Uniti     | Satya Wacana Saints | [ 37 ] |
| 2020 | Mike Glover      | Stati Uniti     | NSH Mountain Gold   | [ 38 ] |
| 2021 | non assegnato    | non assegnato   | non assegnato       | [ 39 ] |
| 2022 | Shavar Newkirk   | Stati Uniti     | NSH Mountain Gold   | [ 40 ] |
| 2023 | Brandone Francis | Rep. Dominicana | Prawira Bandung     | [ 41 ] |
| 2024 | Kentrell Barkley | Stati Uniti     | Kesatria Bengawan   |        |
| 2025 | K.J. McDaniels   | Stati Uniti     | Pelita Jaya         | [ 42 ] |

### Difensore dell'Anno
| Stagione | Nome                      | Squadra             |
| -------- | ------------------------- | ------------------- |
| 2011     | Isman Thoyib              | Stapac Jakarta      |
| 2012     | Yanuar Dwi Priasmoro      | Bima Perkasa Jogja  |
| 2013     | Dimaz Muharri             | CLS Knights         |
| 2014     | Dimaz Muharri (2)         | CLS Knights         |
| 2015     | Ruslan Ruslan             | Stadium Jakarta     |
| 2016     | Firman Dwi Nugroho        | Satya Wacana Saints |
| 2017     | Nate Maxey                | Satya Wacana Saints |
| 2018     | C. J. Giles               | Pelita Jaya         |
| 2019     | Michael Vigilance Jr.     | Bogor Siliwangi     |
| 2020     | Indra Muhammad            | Pacific Caesar      |
| 2021     | Jamarr Johnson            | Dewa United Banten  |
| 2022     | Ruslan Ruslan (2)         | NSH Mountain Gold   |
| 2023     | Muhammad Reza Guntara     | Prawira Bandung     |
| 2024     | Muhammad Reza Guntara (2) | Pelita Jaya         |
| 2025     | Galank Gunawan            | RANS Simba Bogor    |